# Landwirtschaftsministerium der Republik Kasachstan
Das Landwirtschaftsministerium der Republik Kasachstan (kasachisch Қазақстан Республикасы Ауыл шаруашылығы министрлігі, russisch Министерство сельского хозяйства Республики Казахстан, englisch Ministry of Agriculture of the Republic of Kazakhstan) ist das Landwirtschaftsministerium Kasachstans.

## Aufgaben
Zu den Aufgaben zählt die Gestaltung und Umsetzung der Agrar- und Regionalpolitik, die strategische Planung sowie die Umsetzung von Programmen und Projekten des landwirtschaftlichen Sektors, der Fischerei und Wasserwirtschaft auch der Schutz und die Reproduktion und Nutzung von Flora und Fauna sowie Fragen im Bereich der ländlichen Entwicklung gehören zu seinen Aufgaben.
Das Ministerium ist auch zuständig für die Schaffung der Grundlagen für eine wettbewerbsfähige Landwirtschaft und die Ernährungssicherheit Kasachstans. Zudem übernimmt das Landwirtschaftsministerium beratende und informierende Tätigkeiten für den Landwirtschaftssektor.

## Minister
| Nr. | Name                    | Beginn der Amtszeit | Ende der Amtszeit  |
| --- | ----------------------- | ------------------- | ------------------ |
| 1   | Walentin Dwuretschenski | 20. Dezember 1990   | 7. Februar 1992    |
| 2   | Baltasch Tursumbajew    | 7. Februar 1992     | 18. November 1993  |
| 3   | Sergei Kulagin          | 22. November 1993   | 13. Juni 1994      |
| 4   | Schänibek Käribschanow  | 13. Juni 1994       | 4. März 1996       |
| 5   | Serik Aqymbekow         | 5. März 1996        | 20. Januar 1998    |
| 6   | Sergei Kulagin          | 20. Januar 1998     | 16. September 1998 |
| 7   | Töleuchan Nurqijanow    | 6. September 1998   | 22. Januar 1999    |
| 8   | Schänibek Käribschanow  | 22. Januar 1999     | 19. Juli 1999      |
| 9   | Sauat Myngbajew         | 26. Juli 1999       | 18. Mai 2001       |
| 10  | Achmetschan Jessimow    | 18. Mai 2001        | 14. Mai 2004       |
| 11  | Serik Ümbetow           | 14. Mai 2004        | 25. August 2005    |
| 12  | Asqar Myrsachmetow      | 25. August 2005     | 19. Januar 2006    |
| 13  | Achmetschan Jessimow    | 19. Januar 2006     | 4. April 2008      |
| 14  | Aqylbek Kürischbajew    | 4. April 2008       | 11. April 2011     |
| 15  | Assylschan Mamytbekow   | 11. April 2011      | 6. Mai 2016        |
| 16  | Asqar Myrsachmetow      | 6. Mai 2016         | 15. Dezember 2017  |
| 17  | Ömirsaq Schökejew       | 15. Dezember 2017   | 25. Februar 2019   |
| 18  | Saparchan Omarow        | 25. Februar 2019    | amtierend          |